# Premios Juventud
A Premios Juventud (rövidítve PJ; jelentése spanyolul: „Ifjúság Díjak”) az Amerikai Egyesült Államokban sugárzott spanyol nyelvű tévécsatorna, az Univision által 2004 óta évente megrendezett zenei és kulturális díjátadó, amellyel a spanyol ajkú hírességeket ismerik el a zene, a filmművészet, a divat és a sport területeiről.

## A díjról általában
A Premios Juventud a többi díjtól a sajátos kategóriáiban tér el, amelyekkel főleg a fiatal közönséget célozzák meg, mint például a Me muero por ese CD („Meghalok ezért a CD-ért”) vagy Mi concierto favorito („A kedvenc koncertem”) stb. A gálát általában Miamiban rendezik minden év júliusában. A nyertesek internetes szavazás eredményeképpen kerülnek ki. A szavazás a rendezvény hivatalos oldalán keresztül történik, amely az Univision Online portál része.

## Főkategóriák
A díjakat a következő főkategóriákban adják át:
- Cine – film/mozi
- Música – zene
- Deportes – sport
- Imagen y moda – megjelenés és divat
- Cultura pop – popkultúra

## Néhány híresség, akik kapták
Az eddigi legnagyobb nyertesek között olyan hírességek szerepelnek, mint Antonio Banderas, Jennifer Lopez, a Maná, az RBD, Shakira, Thalía és William Levy. 2008-ban egy különdíjat is kiosztottak Premio Diva, vagyis „Díva díj” néven, amelyet – több mint 20 éves zenei karrierje elismeréseként – a mexikói énekesnőnek, Thalíának ítéltek meg.

## Külső hivatkozások
- A Premios Juventud hivatalos oldala az Univision portálján Archiválva 2008. május 6-i dátummal a Wayback Machine-ben